# Beatificazione

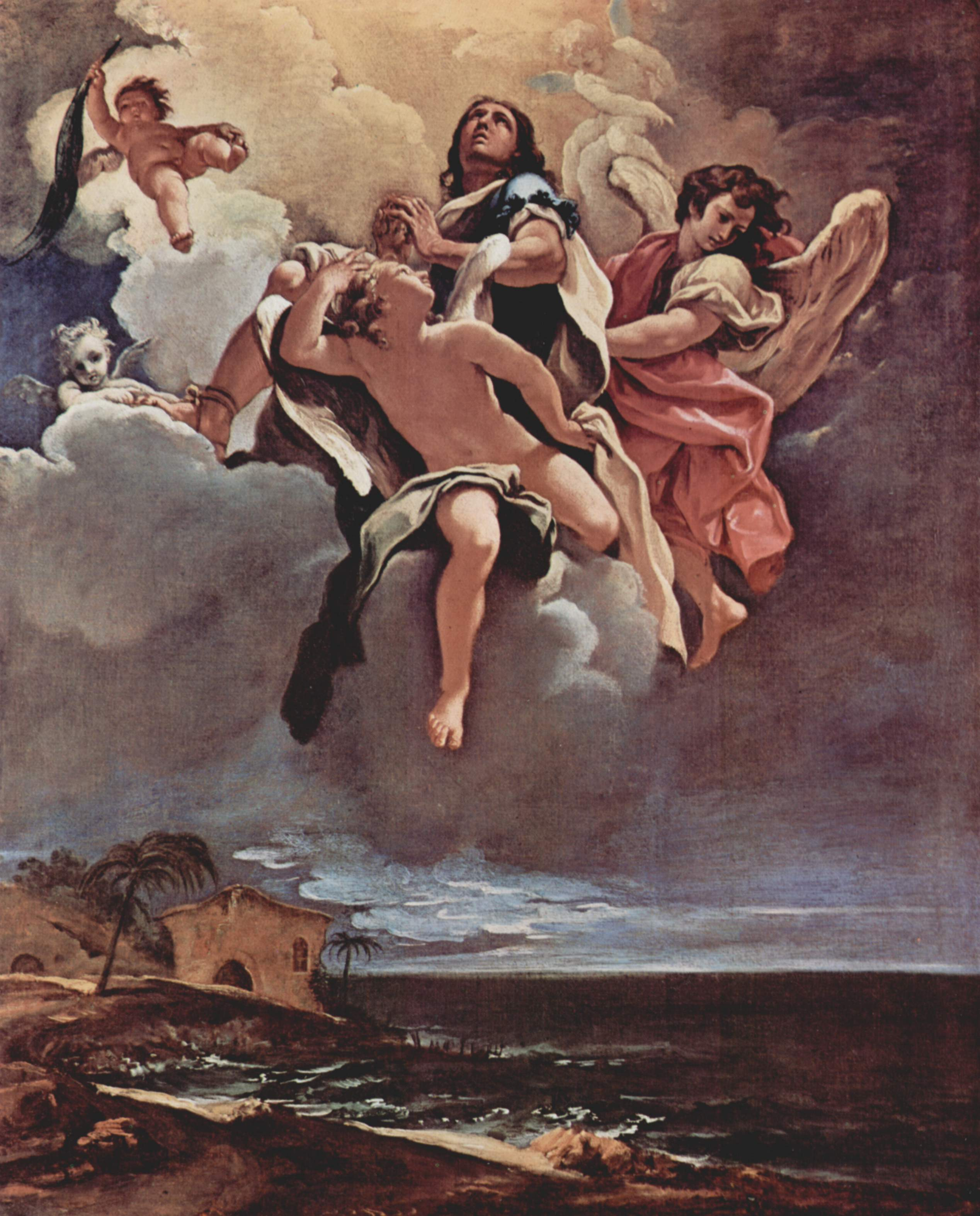
Sebastiano Ricci, Apoteosi di un santo (1693-1694); olio su tela, 78,5x63,2 cm, Collezione Molinari Pradelli, Bologna

La beatificazione è l'atto mediante il quale la Chiesa cattolica riconosce l'ascensione di una persona defunta al Paradiso e la conseguente capacità di intercedere a favore di fedeli che rivolgono preghiere al suo indirizzo. Il titolo autorizza la venerazione pubblica del beato in luoghi (città, diocesi, regione o anche un ordine religioso) e modi determinati caso per caso.
La beatificazione è una tappa obbligatoria del processo di canonizzazione, al solo termine del quale un servo di Dio è riconosciuto santo. Inoltre, la beatificazione si distingue dalla canonizzazione in quanto è la concessione di una venerazione facoltativa e limitato ad alcuni luoghi o gruppi di fedeli, mentre la canonizzazione prescrive una venerazione estesa a tutta la Chiesa; per questo nella beatificazione non viene esercitata l'infallibilità pontificia.
I beati non hanno la prerogativa di essere designati come patroni, né è consentito esporre le loro reliquie, a meno che non siano stati concessi messa e ufficio speciali. Inoltre, è vietato dedicare chiese e altari in loro onore senza ottenere l'indulto specifico dalla Santa Sede. È permessa nell'immagine la gloriola di raggi luminosi intorno al capo, non l'aureola.

## Evoluzione storica
La venerazione dei santi, soprattutto dei martiri, è sempre stata presente nella storia della Chiesa cattolica fin dagli anni più antichi. Nonostante questa pratica trova la sua origine in tempi passati, sarebbe insensato intendere la canonizzazione, o la beatificazione come atto diverso dalla canonizzazione, nel senso attuale, dato che è solo nel secondo millennio di vita della Chiesa che nasce un vero e proprio processo di canonizzazione.
Fino al XIV secolo non vi era assoluta distinzione, così come si intende ai nostri giorni, tra beatificazione e canonizzazione. Tuttavia, la venerazione di fedeli defunti morti in odore di santità è stata sempre accompagnata da diversi fattori:
- la vox populi Dei, ovvero la voce del popolo di Dio, che considera degno di venerazione un fedele vissuto santamente o morto per rendere testimonianza della fede;
- la vox Dei, ovvero la voce di Dio, che, operando dei miracoli per l'intercessione di un suo fedele defunto, manifesta che quel fedele merita di essere onorato come santo dalla comunità cristiana e di essere proposto come modello e invocato come intercessore;
- infine, la vox sacrae hierarchiae, ovvero la voce della sacra gerarchia, che, prima di dare il proprio assenso alla vox populi Dei, richiede ed esamina le prove della santità, del martirio o degli asseriti miracoli.

### La venerazione dei martiri nei primi secoli della vita della Chiesa (I-V secolo)
Dopo la pace costantiniana del 313, la comunità cristiana iniziò a venerare i martiri, celebrandone la memoria presso i luoghi di sepoltura, soprattutto nel giorno annuale della loro morte (dies natalis). Il martirio, noto al pubblico, non richiedeva una proclamazione ufficiale da parte dell'autorità ecclesiastica. Difatti, alcune comunità cristiane in Africa compilarono elenchi dettagliati dei martiri, i cosiddetti martyres vindicati, con l'attenzione a garantire il culto solo a coloro uccisi per motivi di fede, escludendo altre circostanze.
Le storie dei martiri venivano condivise attraverso lettere circolari, estendendo così il culto ad altre comunità cattoliche. Ai martiri si aggiunsero i confessores, ovvero coloro i quali venivano denunciati alle autorità pubbliche e avevano subito persecuzioni senza perdere la vita. In seguito, anche coloro che avevano guidato la Chiesa o vissuto nel deserto come eremiti ricevettero simile venerazione. In questa fase storica, il martirio non richiedeva prove di eventi prodigiosi, né tantomeno un processo; la vox populi, insieme ai pastori della Chiesa, era sufficiente per onorare la memoria di un martire. Analogamente, si diffuse il culto dei primi confessores, nel senso originario e attuale del termine.

### Le canonizzazioni vescovili e l'autorità del papa (VI-XI secolo)
Dal VI secolo in avanti emerse una forma embrionale di processo di canonizzazione. La vox populi, rappresentata dalla folla che accorreva alla tomba del fedele morto in odore di santità, giocava un ruolo fondamentale nella diffusione della figura e delle storie di miracoli attribuiti alla sua intercessione. I vescovi autorizzavano la venerazione di un defunto solo dopo aver condotto una breve indagine circa la sua persona e aver redatto una sorta di biografia agiografica, contenente anche i miracoli; questi documenti venivano letti, per mezzo di un atto pubblico, dopo un certo periodo. A questo punto il vescovo, con il suo clero nel sinodo diocesano o talvolta con altri vescovi riuniti in un concilio provinciale, approvava il culto del defunto. Infine si procedeva con l'esumazione del corpo del neocanonizzato, atto finalizzato a garantirgli una sepoltura più solenne (elevatio), o con il trasferimento della salma per mezzo di una processione verso una chiesa (translatio), talvolta poi posta sotto un altare. La canonizzazione, quindi, si riteneva compiuta con l'elevatio o la traslatio, e non mediante l'approvazione del vescovo. Questo periodo fu noto come canonizzazione vescovile fino al X secolo, dato che la liceità del culto era determinata dall'approvazione del vescovo, stimolata dalla vox populi.
La figura del santo cominciava a differenziarsi da quella dei martiri e confessori dei primi secoli, diventando un intercessore di grazie divine più che un modello da seguire. Il legame tra la figura del santo e il miracolo diventava sempre più forte, diventando essenziale per la canonizzazione e un mezzo per il popolo per ottenere favori divini.
Come già detto, per canonizzare un defunto, era necessario un concilio o un sinodo dell'episcopato locale; in alcuni casi, però, il pontefice stesso partecipava, soprattutto per figure di rilievo. Prima dell'accentramento pontificio, i vescovi locali, primati e patriarchi, potevano garantire un onore ecclesiastico pubblico ai martiri e ai confessori, limitato al loro territorio di giurisdizione. Durante l'età carolingia e forse merovingia, si fissò una forma più definita di processo di canonizzazione con requisiti come il miracolo o il martirio, la stesura della vita del defunto, la presentazione all'autorità ecclesiastica competente e la successiva approvazione. Nell'Occidente medievale, la Sede Apostolica intervenne sulla questione delle canonizzazioni per garantire decisioni più autorevoli. Il sinodo romano del 993 e la canonizzazione di sant'Udalrico da parte di papa Giovanni XV nel 31 gennaio furono i primi chiari esempi di canonizzazione papale di un santo vissuto al di fuori di Roma e dichiarato degno di venerazione liturgica per l'intera Chiesa. Il termine canonizzazione apparve per la prima volta nei documenti di papa Benedetto VIII relativi all'approvazione del culto di san Simeone di Polirone.
Da papa Giovanni XV in poi, il ricorso al giudizio del papa avvenne con maggiore frequenza. Verso la fine dell'XI secolo, i papi iniziarono ad affermare il loro diritto esclusivo di autorizzare la venerazione di un santo contro i più antichi diritti dei vescovi di farlo per le loro diocesi e regioni ecclesiastiche. I papi decretarono che le virtù e i miracoli delle persone proposte alla pubblica venerazione fossero approvate nei concili, più precisamente nei concili generali.
Dalla canonizzazione di sant'Uldarico da parte di papa Giovanni XV nel 993 a quella di san Bernardo di Chiaravalle decretata da papa Alessandro III nel 1174, Giusto Fontanini documentò quattordici canonizzazioni da parte dei Romani Pontefici durante questi anni, evidenziando che i vescovi si rivolgevano al papa per la canonizzazione non tanto per dubbi sulla loro competenza, ma piuttosto per desiderio di maggiore solennità e di un culto più esteso.

### Evoluzione dell'autorità pontificia nella canonizzazione: da papa Urbano II all'emergere della beatificazione (XII-XVI secolo)
Durante il papato di Urbano II, ebbe inizio un processo di centralizzazione delle cause di canonizzazione sulla figura del papa, con l'introduzione di nuovi requisiti e prove testimoniali. Tuttavia, fu solo sotto il pontificato di papa Alessandro III, nel XII secolo, che si consolidò il potere di riconoscere una persona come santa esclusivamente da parte del Sommo Pontefice. Il 6 luglio 1170, infatti, Alessandro III indirizzò una lettera a Canuto I, re di Svezia, ai vescovi, al clero e al popolo, nella quale esprimeva il suo orrore per alcuni che veneravano come santo un uomo ucciso durante un'ubriacatura, avvertendo il popolo di non coltivare ulteriormente tale venerazione senza l'autorità del papa. Alessandro III, quindi, inserì definitivamente i processi di canonizzazione nelle causae maiores Ecclesiae col breve Audivimus, mirando a garantire un'uniformità di culto in tutta la Cristianità ed a sancire la riserva papale in materia di canonizzazioni, una decisione successivamente confermata da papa Gregorio IX nel 1234 e inclusa nel Corpus Iuris Canonici (precisamente nei Decretalium Gregorii IX compilatio). Alessandro III esaminò dodici casi durante il suo papato, rigettandone sette e autorizzando la venerazione per i rimanenti cinque. A partire da papa Alessandro III, la canonizzazione si riteneva compiuta con l'atto pontificio e non più attraverso la translatio, la quale diventò una cerimonia solenne successiva.
Gli atti pervenuti del primo processo di canonizzazione risalgono, secondo alcuni studiosi, a Galgano da Chiusdino, cavaliere penitente eremita deceduto nel 1181. Indetto, presumibilmente su richiesta del vescovo di Volterra, da papa Lucio III nel 1185, rimane incerto se alla fine vi fu una sentenza del papa o se la commissione pontificia decretò la canonizzazione tramite la cosiddetta jurisdictio delegata, ovvero il trasferimento dell'autorità a una figura gerarchicamente subordinata.
Sebbene la prima canonizzazione da parte del papa risalga al 993, la procedura episcopale o la vox populi persistette fino al XII secolo. Walter di San Martino di Pontoise fu l'ultimo santo canonizzato da un'autorità diversa dal papa, precisamente da Ugo di Amiens, arcivescovo di Rouen. Nel 1200, in vista della canonizzazione di Cunegonda di Lussemburgo, papa Innocenzo III emanò una bolla che confermava le regole introdotte da Alessandro III, generando richieste più elaborate da parte della Sede Apostolica.
Nel 1215, il Concilio Lateranense IV proibì la venerazione delle reliquie senza il consenso papale. Come già è stato detto, nel 1234, l'introduzione del breve Audivimus di papa Alessandro III nei Decretalium Gregorii IX compilatio consolidò la riserva papale in materia di canonizzazione. Nel XIV secolo, i papi cominciarono a permettere che alcune persone fedeli fossero venerate, anche se il processo di canonizzazione non si era ancora concluso. Questa venerazione veniva concessa inizialmente a specifiche diocesi o comunità religiose, prima di essere estesa a livello universale nella Chiesa: questo ha segnato l'inizio della procedura di beatificazione.
Tuttavia, pur essendo stata diffusa la norma che solo il papa poteva decretare le canonizzazioni, non era altrettanto chiaro che solo ai canonizzati potesse essere reso culto ufficiale, né esisteva una nozione che permettesse di delimitare con precisione le forme di culto ad essi riservate. Nei quattro secoli successivi, fino ai decreti di papa Urbano VIII nel 1634, ci furono casi di culto locale per un servo di Dio. Alcuni di essi furono abusi, come quelli corretti da papa Urbano V nel 1368, quando alcuni religiosi presentavano come beati, e non come santi, alcuni confratelli; anche papa Sisto IV condannò il culto a Simone di Trento. Alcuni vescovi si ritennero autorizzati a favorire il culto pubblico di un servo di Dio, escludendo la messa e l'ufficio. In altre situazioni, i papi diedero il loro assenso tacito o addirittura concessero la celebrazione della messa in onore di un servo di Dio, specificando che non doveva considerarsi canonizzato o approvato.
Gradatamente il processo di canonizzazione vide prendere una forma sempre più complessa e articolata: la verifica della santità di vita e dei miracoli seguì un percorso molto più definito dei precedenti: i legati papali avevano il compito di raccogliere testimonianze e documenti autentici, e furono introdotti il giuramento e gli interrogatoria preparati dalla curia papale. Gli atti venivano sigillati e affidati ai chierici della curia papale, successivamente sottoposti a un esame preliminare da parte di un cardinale e infine presentati al papa in un concistoro.
Il 25 gennaio 1525, papa Clemente VII concesse un indulto ai domenicani del convento di Forlì per celebrare la Messa del beato Giacomo Salomoni ogni volta che, durante l'anno, la loro devozione li spingesse a farlo. Questo indulto è considerato importante nella storia delle celebrazioni liturgiche dedicate ad un beato, tanto da risultare come il più antico citato da papa Benedetto XIV nel trattato De Servorum Dei beatificatione et de Beatorum canonizatione.

### La procedura di beatificazione è meglio definita (XVII-XIX secolo)
Numerosi cambiamenti furono apportati con le azioni di papa Sisto V, che istituì la Congregazione dei Riti mediante la costituzione apostolica Immensa Aeterni Dei dell'11 febbraio 1588. Successivamente, dato che la decretale di papa Alessandro III non risolse tutte le controversie e alcuni vescovi non obbedirono riguardo alle beatificazioni, diritto che ritenevano di possedere, papa Urbano VIII contribuì aggiungendo ulteriori modifiche significative con la lettera apostolica Coelestis Hierusalem Cives del 5 luglio 1634, delineando chiaramente la procedura e creando una distinzione netta tra beatificazione e canonizzazione. La riserva papale fu ulteriormente rafforzata, con il divieto di venerare i defunti non riconosciuti come santi. Ulteriori regolamentazioni furono stabilite con il documento Decreta servanda in beatificatione et canonizatione Sanctorum, redatto dalla Sacra Congregazione dei Riti e pubblicato il 12 marzo 1642 durante il pontificato di papa Urbano VIII.
Il primo rito di beatificazione è stato celebrato nella Basilica di San Pietro l'8 gennaio 1662 da papa Alessandro VII in occasione dell'elevazione all'onore degli altari di Francesco di Sales.
Nel XVII secolo, la Società dei Bollandisti condusse controindagini sulla vita dei santi per svelare casi di falsa santità, portando a processi di decanonizzazione.
L'eminente canonista Prospero Lambertini, futuro Benedetto XIV, nel suo trattato De Servorum Dei beatificatione et de Beatorum canonizatione, pubblicato tra il 1734 e il 1738, elaborò le procedure introdotte dalla lettera apostolica di Urbano VIII, dai Decreta servanda in beatificatione et canonizatione Sanctorum, e da altre procedure dell'epoca, regolamentando le canonizzazioni e le beatificazioni; tali norme rimasero in vigore fino 1917, quando furono ufficialmente incorporate nel Codex Iuris Canonici.

### La procedura di beatificazione oggigiorno (XX-XXI secolo)
Come precedentemente accennato, la normativa proposta dall'allora cardinale Lambertini mantenne la sua validità fino alla codificazione del 1917, quando fu inclusa e rivista nel nuovo codice. La procedura, ora parte integrante del codice stesso, fu regolamentata in maniera dettagliata e minuziosa nei canoni 1999-2141, fornisce una normativa organica e completa sulle cause di beatificazione e canonizzazione, adottando un approccio positivistico giuridico senza precedenti. Con l'introduzione presso la Congregazione dei Riti della Sezione storica e della Consulta medica, nacque un'approfondita metodologia investigativa e valutativa, segnando una significativa deviazione dal classico procedimento di natura giuridica.
L'eccessivo positivismo della prima codificazione, che aveva escluso le indagini sinodali e vescovili, complicando notevolmente le procedure, portò papa Paolo VI a riformare i processi di beatificazione e canonizzazione. L'8 maggio 1969, con la costituzione apostolica Sacra Rituum Congregatio, la Sacra Congregazione per i Riti venne abolita e divisa in due nuovi dicasteri pontifici: la Congregazione per le cause dei santi, e la Congregazione per il culto divino; la prima si sarebbe occupata di tutti i processi beatificazione e canonizzazione, mentre la seconda di quello che riguarda la liturgia della Chiesa latina. Oltre la creazione di un dicastero dedicato alla cause di beatificazione e canonizzazione, con il motu proprio Sanctitas clarior del 19 marzo 1969 papa Paolo VI sveltì notevolmente la procedura canonica per la beatificazione e la canonizzazione, stabilendo che le investigazioni necessarie sugli scritti, sulla vita ed eventualmente sul martirio del servo di Dio venissero fatte non più in due distinti processi (ordinario e apostolico), ma in un unico processo introdotto in una diocesi, per decisione dell'ordinario del luogo, dopo aver ottenuto il benestare della Santa Sede.
La costituzione apostolica Divinus Perfectionis Magister del 25 gennaio 1983 e le successive istruzioni della Congregazione per le cause dei santi ai fini dell'implementazione del documento pontificio nelle diocesi, continuarono il processo di semplificazione iniziato con papa Paolo VI. La riforma non eliminò la figura del Promotor Fidei, volgarmente noto come Avvocato del diavolo. Il processo di canonizzazione fu strutturato nelle seguenti fasi: servo di Dio, venerabile, beato e santo.

### Prima della riforma del 1983

#### Beatificazione dei confessori
Prima della riforma del codice di diritto canonico del 1983, il processo di beatificazione dei confessori si articolava nelle seguenti fasi:
1. il postulatore generale della causa selezionava un vice postulatore incaricato di promuovere tutte le inchieste giudiziarie necessarie nei luoghi fuori Roma. Tali inchieste venivano istituite dalle autorità episcopali del luogo.
2. le preparazioni delle inchieste, dette processus, erano svolte dalle autorità episcopali. Esse erano di tre tipi: 1) le indagini informative inerenti alla fama di santità e i miracoli dei Servi di Dio, non solo in generale, ma anche in casi particolari; qualora i testimoni da esaminare appartenessero a diocesi differenti, potevano essere aperte molteplici inchieste di questa tipologia. 2) i processi de non cultum, tesi a dimostrare l'osservanza dei decreti di papa Urbano VIII riguardanti il divieto di venerazione pubblica dei servi di Dio prima della loro beatificazione. Essi erano generalmente condotti dal vescovo del luogo nel quale erano conservate le reliquie del servo di Dio; 3) altre inchieste che erano dette processiculi diligentiarum, ed avevano per oggetto gli scritti attribuiti al candidato alla beatificazione: variavano di numero a seconda delle diocesi nelle quali tali scritti erano stati rinvenuti o in cui si riteneva di poterli rinvenire. Questa fase non poteva essere eseguita giudizialmente primaché il Postulatore generale avesse trasmesso al Promotore della fede un'istruzione specifica da inviarsi al vescovo diocesano;
3. i risultati di tutte queste inchieste venivano inviati alla Congregazione dei Riti avente sede a Roma ad opera di un messaggero detto portitor, ovvero in un altro modo sicuro, qualora il rescritto della congregazione stessa avesse dispensato dall'obbligo di inviare un messaggero;
4. i fascicoli venivano aperti, tradotti in lingua italiana se necessario, ne veniva fatta una copia pubblica e il Papa aveva cura di nominare un cardinale quale relatore della causa (detto ponens). Il cardinale si occupava di tutti quei passi per i quali erano necessari dei rescritti della congregazione confermati dal Papa;
5. gli scritti del servo di Dio erano riesaminati dai teologi nominati dallo stesso cardinale relatore, autorizzati allo scopo da un apposito rescritto. Nel frattempo, l'Avvocato e il Procuratore della causa, scelti dal Postulatore Generale, preparavano tutti gli atti che riguardavano l'introduzione della causa (la positio super introductione causae). Essi consistevano in una sintesi delle inchieste informative, in un'informativa di carattere generale e nelle risposte alle osservazioni o alle difficoltà teologiche trasmesse dal Promotore della fede al Postulatore.
6. questa raccolta di documenti, detta positio, veniva stampata e distribuita ai cardinali della Congregazione dei Riti quaranta giorni prima della data fissata per la loro discussione.
7. se negli scritti del servo di Dio non si trovava nulla di contrario alla fede e alla morale, veniva pubblicato un decreto che autorizzava la prosecuzione del processo (quod in causa procedi possit ad ulteriora), cioè la discussione circa la nomina di una commissione per l'introduzione della causa;
8. all'ora fissata dalla Congregazione dei Riti si teneva un'adunanza ordinaria durante la quale la nomina della commissione era discussa dai cardinali e dagli ufficiali, con l'eventuale partecipazione dei consultori (ai quali tale privilegio doveva sempre essere concesso);
9. se i cardinali si pronunciavano a favore della nomina suddetta, veniva promulgato un decreto in tal senso, controfirmato dal Papa, che secondo l'uso lo siglava col proprio nome di battesimo e non con quello del suo pontificato. Da quel momento in poi, al servo di Dio veniva giudizialmente attribuito il titolo di Venerabile;
10. era quindi presentata una petizione che chiedeva l'invio delle lettere remissorie ai vescovi fuori Roma (in partibus), affinché fossero autorizzati ad avviare in base alla propria autorità apostolica l'inchiesta (processus) riguardo alla fama di santità e ai miracoli del Venerabile. Tale facoltà veniva concessa mediante un rescritto; le lettere remissorie erano predisposte e inviate ai vescovi dal Postulatore generale. Nel caso in cui i testimoni oculari fossero già di età avanzata, venivano solitamente concesse altre lettere remissorie allo scopo di aprire un processo, detto incoativo, inerente alle particolari virtù dei miracoli della persona in questione. Ciò aveva luogo affinché le prove non andassero perdute (ne pereant probationes), al punto di far precedere il processo incoativo a quello dei miracoli e delle virtù in genere;
11. mentre fuori Roma aveva luogo il processo apostolico sulla fama di santità, il Procuratore della causa predisponeva gli atti per la discussione de non cultu (o assenza di culto) e, all'ora fissata, si teneva un'adunanza ordinaria nella quale la questione era indagata; qualora si fosse constatato che il decreto di papa Urbano VIII era stato obbedito, un altro decreto stabiliva la possibilità di compiere ulteriori passi;
12. pervenuta a Roma l'inchiesta sulla fama di santità (super fama), essa veniva aperta (come già descritto parlando dei processi ordinari e con le stesse modalità previste per i rescritti), poi tradotta in italiano, riassunta e dichiarata valida. I documenti super fama in genere erano preparati dall'Avvocato e discussi durante un'adunanza ordinaria dei cardinali della congregazione dei riti: qualora vi fossero state prove di una fama generale di santità e di miracoli da parte del servo di Dio, veniva pubblicato un decreto relativo a tale risultato;
13. venivano poi inviate ulteriori lettere remissorie ai vescovi in partibus relative ai processi apostolici sulla fama di santità e sui miracoli particolari. Questi processi dovevano essere conclusi entro 18 mesi. Una volta pervenuti gli atti a Roma, i fascicoli venivano aperti e, in virtù di altrettanti rescritti del Cardinale prefetto, tradotti in italiano, mentre la loro sintesi veniva autenticata dal cancelliere della Congregazione dei Riti;
14. l'Avvocato della causa preparava i documenti (positio), che facevano riferimento alla discussione della validità di tutti i processi apostolici precedentemente conclusi;
15. la discussione si teneva nell'assemblea detta congregatio rotalis per via del fatto che a votare erano esclusivamente i giudici della Rota romana. Al termine di questa fase, curata dal Promotore della Fede, veniva pubblicato il decreto che stabiliva la validità delle inchieste e dei processi;
16. nel frattempo, veniva predisposta tutta la documentazione necessaria per la discussione del cosiddetto dubium: esistono prove che il venerabile servo di Dio abbia praticato le virtù sia teologali che cardinali, in grado eroico (An constet de virtutibus Ven. servi Dei, tam theologicis quam cardinalibus, in heroico gradu?). Nelle cause dei confessori questo passaggio era di primaria importanza. Era discusso nell'ambito di tre riunioni o congregazioni, chiamate rispettivamente antepreparatoria, preparatoria e generale. Il primo di questi incontri si teneva nel palazzo del cardinale relatore della causa, alla presenza dei soli consultori della Congregazione dei Sacri Riti, ed era presieduto dal loro prefetto; il terzo si teneva anch'esso nella Città del Vaticano, era presieduto dal Papa e in esso votavano sia i cardinali sia i consultori. Per ognuna di queste congregazioni, l'Avvocato della causa preparava e dava alle stampe dei rapporti ufficiali (le positiones), chiamati rispettivamente "rapporto", "rapporto nuovo", "rapporto finale". "rapporto sulle virtù", eccetera (positio, positio novissima, super virtutibus, etc.). In ogni caso, prima di procedere alla fase successiva, la maggioranza dei consultori si doveva esprimere con voto favorevole;
17. quando la Congregazione dei Sacri Riti nella suddetta assemblea generale deliberava favorevolmente, al Papa veniva domandato di firmare il decreto solenne che affermava che esistevano prove delle virtù eroiche del servo di Dio. Questo decreto non era pubblicato se non dopoché il Papa, dopo aver affidato la questione a Dio nella preghiera, dava un definitivo consenso e confermava con la sua sentenza suprema la decisione presa dalla congregazione.
18. restavano da provare i miracoli, nel caso in cui fosse stata provata la pratica delle virtù in grado eroico. Essi dovevano essere provati sia nei processi ordinari che in quello apostolico, alla presenza di testimoni: tre miracoli se i testimoni erano stati presenti solamente nei processi ordinari; quattro miracoli nel caso in cui le virtù fossero state provate da parte di testimoni uditivi (de auditu). Se i miracoli erano stati sufficientemente provati nei processi apostolici (super virtutibus) già dichiarati validi, era richiesto una sola volta l'ulteriore passaggio di predisporre i documenti relativi ai suddetti miracoli (super miraculis), senza la necessità di produrre ulteriori testimonianze. Se nei processi apostolici era stata fatta una menzione dei miracoli soltanto di carattere generale, dovevano essere aperti i nuovi processi apostolici e condotti nella maniera sopra descritta al fine di dimostrare la pratica delle virtù in un grado eroico;
19. la discussione dei miracoli particolari procedeva esattamente nello stesso modo e nello stesso ordine di quella relativa alle virtù. Se le decisioni erano favorevoli, l'incontro generale della congregazione era seguito da un decreto, confermato dal Papa, nel quale era annunciato che esisteva la prova dei miracoli. Nella positio per la congregazione antepreparatoria venivano richieste e stampate le opinioni di due medici, uno dei quali era nominato dal Postulatore, mentre l'altro dalla Congregazione dei riti. Dei tre rapporti precedentemente menzionati e che venivano acquisiti agli atti, il primo era preparato nel modo consueto; il secondo consisteva di un'esposizione delle virtù eroiche del servo di Dio, di un'informativa e di una replica alle osservazioni del Promotore della Fede; il terzo consisteva di una risposta alle sue osservazioni finali;
20. provati i miracoli, aveva luogo un'altra adunanza della Congregazione dei Riti in cui si dibatteva per una sola volta il fatto che, data l'approvazione delle virtù eroiche e dei miracoli, si potesse pacificamente procedere alla solennità della beatificazione. Se la maggioranza dei consultori era favorevole, il Pontefice emanava un decreto in tal senso e, all'ora da lui stabilita, avveniva la celebrazione nella Basilica di San Pietro per il culto e la venerazione di colui che a quel punto era detto beato.

#### Beatificazione dei martiri
La beatificazione dei martiri si articolava nelle seguenti fasi:
1. per quanto riguarda i processi canonici, de non cultu e ad introductionem causae, essi si svolgevano allo stesso modo degli omologhi processi per i confessori. Tuttavia, una volta nominata la commissione deputata alla presentazione della causa, il procedimento avanzava molto più rapidamente.
2. non venivano inviate ai vescovi lettere remissorie destinate a costituire processi apostolici volti ad accertare l'esistenza di una generica fama di santità o genericamente il compimento di alcuni miracoli. Al contrario, le lettere inviate chiedevano un'immediata indagine e circostanziata sul fatto del martirio, sul suo movente e sui presunti miracoli particolari. La discussione verteva direttamente su di essi, ed erano esclusi dal suo ambito l'esistenza di una generica fama di santità o di alcuni miracoli presunti non trattati specificamente.
3. i miracoli non venivano più discussi in riunioni separate, bensì nelle stesse congregazioni nelle quali si discuteva del martirio e del suo movente
4. erano sufficienti i miracoli (signa) detti di seconda classe per l'accertamento del martirio e il loro numero preciso non era specificato. In taluni casi, era prevista una dispensa che eliminava del tutto la fase di accertamento dei miracoli.
5. abitualmente il Papa concedeva una dispensa che consentiva di discutere i miracoli e il martirio in un'unica adunanza pubblica anziché nelle tre ordinariamente previste, vale a dire l'antepreparatoria, la preparatoria e la generale. Tale adunanza unica era detta particularis o speciale. Ad essa presenziavano sei o sette cardinali della Congregazione dei Riti e 4 o 5 prelati nominati dal Papa. Esisteva un'unica positio preparata nel modo consueto. Se la maggioranza si esprimeva favorevolmente, veniva sottoscritto un decreto riguardante il martirio e i miracoli del beato

(Constare de Martyrio, causâ Martyrii et signis).
1. il procedimento si concludeva con una discussione relativa alla sicurezza e certezza di un'eventuale beatificazione, dopodiché si procedeva alla cerimonia solenne, in modo analogo a quanto previsto per i confessori.

#### Iter conclusivo
Dopo l'autorizzazione al culto pubblico dei beati, era richiesto che fossero riconosciuti almeno due miracoli successivi a tale fase è attribuiti alla intercessione del beato. La discussione si svolgeva nel modo consueto, e al termine della congregazione super tuto, il Papa emanava una bolla di canonizzazione che non solo permetteva, ma anche comandava il culto e la venerazione pubblica del santo.
Secondo la costituzione interna della Congregazione dei Sacri Riti, non potevano avere luogo contemporaneamente due discussioni relative ai dubia maiora. Occorre ricordare che:
1. in tutte le discussioni votavano gli stessi cardinali e consultori;
2. c'era un solo Promotore della fede e un unico vicepromotore, che aveva il compito di formulare tutte le osservazioni relative ai dubia;
3. oltre ai processi di beatificazione di canonizzazione, i cardinali e consultori dovevano anche discutere delle questioni dei riti liturgici.

Per sbrigare tutti questi affari, c'era a disposizione un'unica riunione settimanale, detta congressus, alla quale prendevano parte il cardinale prefetto e i più importanti preposti. Durante questa riunione, venivano risolti a questioni di minore entità relative ai riti e alle cause e venivano formulati dei rescritti che poi il Papa approvava verbalmente.
Le altre adunanze della congregazione (ordinarie, rotali e sulle virtù e sui miracoli) potevano essere soltanto 16 ogni anno. Piuttosto che la mancanza di buona volontà o una presunta scarsa attività della congregazione, questa mole di lavoro, concentrata in un numero ristretto di adunanze, è stata storicamente la principale causa della lentezza dei processi di canonizzazione e di beatificazione prima della riforma del codice di diritto canonico del 1983.

## Il postulatore
Il postulatore è una delle figure-chiave del processo di beatificazione. Egli ha il compito di ricercare la verità, riconoscendo l'Imitazione di Cristo nella vita terrena dei santi, e proponendola alla Chiesa con serietà scientifica e maturità spirituale.
Inoltre, è tenuto a promuovere la causa di beatificazione in ambito diocesano ed ecclesiale mediante una "conoscenza sempre più diffusa e partecipata delle virtù o del martirio del servo di Dio", incoraggiando laici e congregazioni religiose a pregare Dio e coloro che sono già stati proclamati santi di intercedere a favore dell'accertamento della verità nel procedimento canonico in essere.
Il postulatore non può occultare "eventuali ritrovamenti contrari alla fama di santità o di martirio", ma deve evidenziare eventuali difficoltà e consegnare ai periti tutto il materiale storico e archivistico in suo possesso.

## Controversie
Il sistema delle beatificazioni, e in particolare il ruolo svolto dai cosiddetti "postulatori", ha attirato l'attenzione dei media in occasione dello scandalo Vatileaks 2, ovvero la fuga di documenti riservati riguardanti gravi scandali finanziari all'interno della Chiesa cattolica. Dai documenti infatti emergerebbe l'esistenza di un sistema di versamenti in denaro, nei confronti anche di uomini di Chiesa e commissioni mediche, utili a pilotare determinati fascicoli.

## Rito di beatificazione

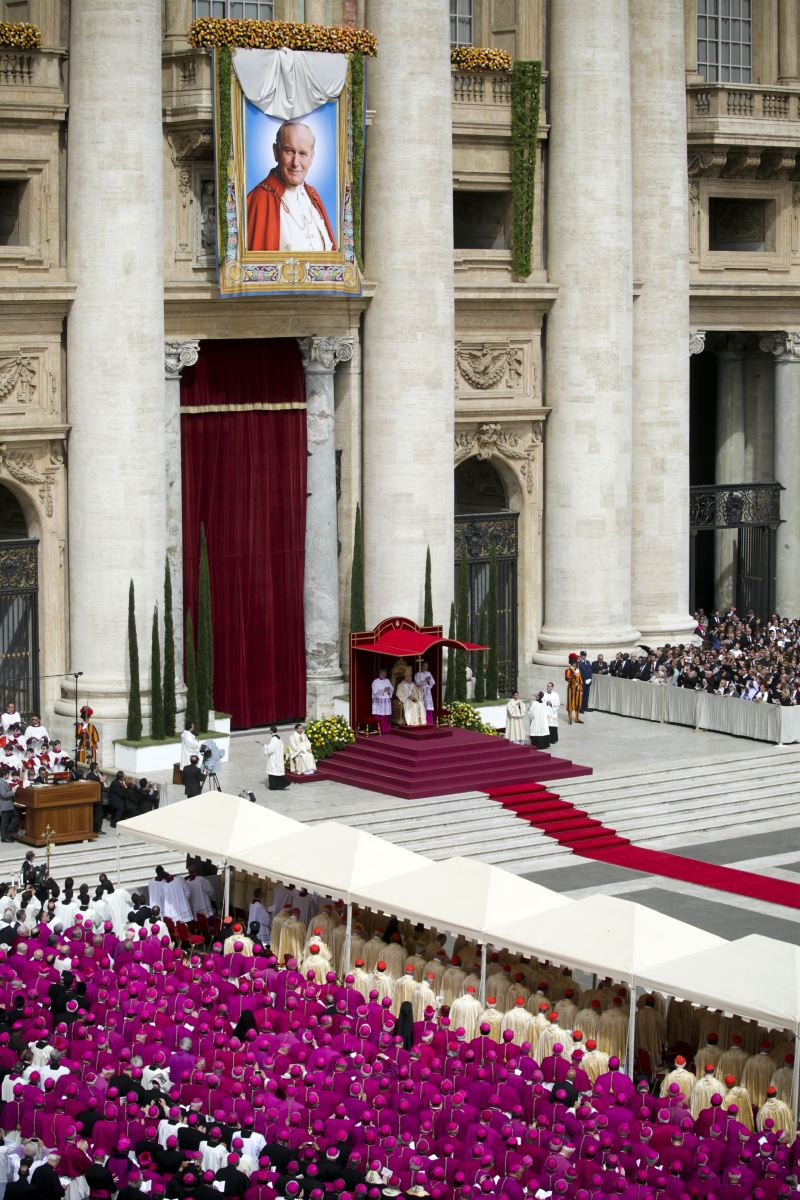
Un momento della beatificazione di papa Giovanni Paolo II, celebrata da papa Benedetto XVI il 1º maggio 2011 in piazza San Pietro

Il rito di beatificazione è inserito all'interno di una solenne celebrazione eucaristica presieduta o dal Santo Padre o da un suo delegato. Dopo i riti d'introduzione e l'atto penitenziale, il rito di beatificazione di uno o più venerabili servi di Dio si articola come segue:
- se la celebrazione è presieduta dal pontefice, si avvicina alla sede di quest'ultimo, assieme ai postulatori, l'ordinario della diocesi dove è stata istituita la causa di beatificazione, e dice queste parole rivolgendosi al Santo Padre[25]:

- il/i postulatore/i legge/ono il/i profilo/i biografico/i del/la/i Servo/a/i di Dio;
- il papa, o il delegato pontificio, avendo indossato la mitra e impugnato la ferula o il pastorale, pronuncia, seduto sulla cattedra[26], la formula di beatificazione:

- se la celebrazione è presieduta dal pontefice, si avvicina nuovamente alla sede di quest'ultimo l'ordinario della diocesi dove è stata istituita la causa di beatificazione, assieme ai postulatori, e dice, rivolgendosi al Santo Padre, codeste parole di ringraziamento[27]:

- al termine della recita della formula di beatificazione viene offerto l'incenso per la venerazione delle reliquie e viene intonato un inno di lode e di ringraziamento a Dio per il dono del/la/i nuovo/a/i beato/a/i e, subito dopo, viene cantato il Gloria;

Da questo momento in avanti la celebrazione eucaristica procede come di consueto.